# オランピア (パリ)
オランピア劇場 （L’Olympia） は、フランスのパリ9区にある老舗ミュージックホール。約2000席を収容する劇場。
もともとはローラーコースターがあった場所で、それを解体し、1893年に2000人収容の劇場として開業。一時は映画館となり、その後アメリカ軍に一時占領された時期を経て、1954年に改装の上再開業した。
カプシーヌ大通りに面して建ち近隣にはオペラ座やマドレーヌ寺院がある。建物のファサードにL'Olympia Bruno Coquatrixの文字が際立つが、このBruno Coquatrixブルーノ・コカトリ（1910–1979）は本劇場のオーナーで、フランスを代表する若き日の人気歌手達を支えた口髭をたくわえた名物支配人と云われる。1954年にミュージック・ホールとして創業以来、国内外の世界的アーティスト達がリサイタルやスペクタクル・ショウを繰り広げている。1997年に会場内は新装されたが赤い絨毯等その特色は維持された。出演者は、エディット・ピアフ、ジルベール・ベコー、イブ・モンタン、ジャック・ブレル、ミッシェル・ポルナレフ、ジョニー・アリディ、シルヴィ・ヴァルタン、マレーネ・ディートリヒ、ザ・ビートルズ、ザ・ローリング・ストーンズ、デヴィッド・ボウイ等、2000年に入ってサー・ポール・マッカートニー、レディ・ガガ、マドンナ、辻仁成等。